# Gruebenhütte
Die Gruebenhütte ist eine Berghütte des Akademischen Alpenclubs Basel im Schweizer Kanton Bern. Die alpine Selbstversorgerhütte liegt auf 2512 m ü. M. in der Gemeinde Guttannen auf einem Felssporn 200 Meter über dem Gruebengletscher und Gruebensee.
Die Hütte verfügt über 16 Schlafplätze, aufgeteilt in einen 6er-Schlafraum und einen 10er-Schlafraum. Zur Not können 3 bis 4 Personen im benachbarten Boulderbiwak übernachten.
Der Zustieg erfolgt vom Hotel Handegg an der Grimselpassstrasse ausgehend in 3 bis 4 Stunden. 
Die bedeutendsten Tourenmöglichkeiten in der Umgebung der Hütte sind Klettertouren auf den Grossen Diamentstock via Normalroute über die Undri Bächli-Licken (deutsch: untere Bächlilücke) oder via Ost- und Nordgrat sowie auf das Hiendertelltihorn (via Süd- und Ostgrat). 
Kleine Gletschertrekkings zu den Nachbarhütten Bächlitalhütte und Lauteraarhütte erfordern Tourenerfahrung. Der Übergang über die Undri Bächlilicken 2746 m ist nur für erfahrene Alpinisten, da er sich durch auftauenden Permafrost verändern kann.